# Putney (condado de Windham)
Putney es un lugar designado por el censo ubicado en el condado de Windham en el estado estadounidense de Vermont. En el año 2010 tenía una población de 523 habitantes.

## Geografía
Putney se encuentra ubicado en las coordenadas 42°58′17″N 72°31′39″O / 42.97139, -72.52750.